# Brit Awards de 1985
O Brit Awards de 1985 foi a 5ª edição do maior prêmio anual de música pop do Reino Unido. Eles são administrados pela British Phonographic Industry e ocorreram em 11 de fevereiro de 1985 no Grosvenor House Hotel, em Londres. Este ano marcou a primeira apresentação do Vídeo Britânico do Ano e de Melhor Gravação de Trilha Sonora, e a última apresentação do extinto prêmio Internacional de Artista.
Pela primeira vez, a cerimônia de premiação foi televisionada pela BBC.

## Performances
- Alison Moyet – "All Cried Out"
- Bronski Beat – "Smalltown Boy"
- Howard Jones – "What Is Love"
- Nik Kershaw – "Wouldn't It Be Good"
- Tina Turner – "What's Love Got to Do with It"

## Vencedores e nomeados
| Álbum Britânico do Ano | Produtor Britânico do Ano |
| --- | --- |
| - Sade – Diamond Life - Frankie Goes to Hollywood – Welcome to the Pleasuredome - Nik Kershaw – Human Racing - Queen – The Works - U2 – The Unforgettable Fire                       | - Trevor Horn - Jolley & Swain - Laurie Latham - Peter Collins - Steve Lillywhite |
| Single Britânico do Ano | Vídeo Britânico do Ano |
| - Frankie Goes to Hollywood – "Relax" - Bronski Beat – "Smalltown Boy" - Frankie Goes to Hollywood – "Two Tribes" - Sade – "Smooth Operator" - Wham! – "Careless Whisper"            | - Duran Duran – "The Wild Boys" - Wham! – "Last Christmas" - Wham! – "Wake Me Up Before You Go-Go"                                                                                    |
| Artista Solo Masculino Britânico | Artista Solo Feminina Britânica |
| - Paul Young - David Bowie - Howard Jones - Nik Kershaw - Paul McCartney | - Alison Moyet - Annie Lennox - Kim Wilde - Sade Adu - Tracey Ullman |
| Grupo Britânico | Melhor Revelação Britânica |
| - Wham! - Bronski Beat - Frankie Goes to Hollywood - Queen - U2 | - Frankie Goes to Hollywood - Bronski Beat - Nik Kershaw |
| Artista Internacional | Melhor Gravação de Trilha Sonora |
| - Prince & The Revolution - Bruce Springsteen - Lionel Richie - Michael Jackson - ZZ Top                                                                                             | - Purple Rain - Electric Dreams - Footloose - Give My Regards to Broad Street - The Woman in Red                                                                                      |
| Gravação de Comédia | Gravação Clássica |
| - Nigel Planer – "Hole in My Shoe" - Alexei Sayle – "'Ullo John! Gotta New Motor?" - Mel Brooks – "To Be or Not to Be" - Roland Rat – "Rat Rapping" - "Weird Al" Yankovic – "Eat It" | - Christopher Hogwood – The Four Seasons - Bryden Thomson – Symphony No. 4 - Carlo Maria Giulini – Il trovatore - Colin Davis – The Magic Flute - Colin Davis – The Turn of the Screw |
| Prêmio Especial | Contribuição Excepcional para a Música |
| - Bob Geldof & Midge Ure | - The Police |